# 11530 d’Indy
A 11530 d'Indy (ideiglenes jelöléssel 1992 CP2) a Naprendszer kisbolygóövében található aszteroida. Eric Walter Elst fedezte fel 1992. február 2-án.